# 觀音海水浴場
觀音海水浴場，又稱觀音濱海遊憩區，是日治時期創設的海水浴場，位於中壢郡觀音庄（現桃園市觀音區），1921年6月創設，交通接駁方式可由中壢車站轉乘前往。
1937年設備有：更衣場，可租借帳篷。四周可補魚蟹、獵兔、露營、摘西瓜、落花生等活動。
1997年時因觀音鄉公所與委外包商爆發權利金訴訟官司，觀音鄉公所敗訴後導致閒置多年。

## 外部連結
- 觀音濱海遊憩區 - 桃園觀光導覽網